# 京福バスターミナル

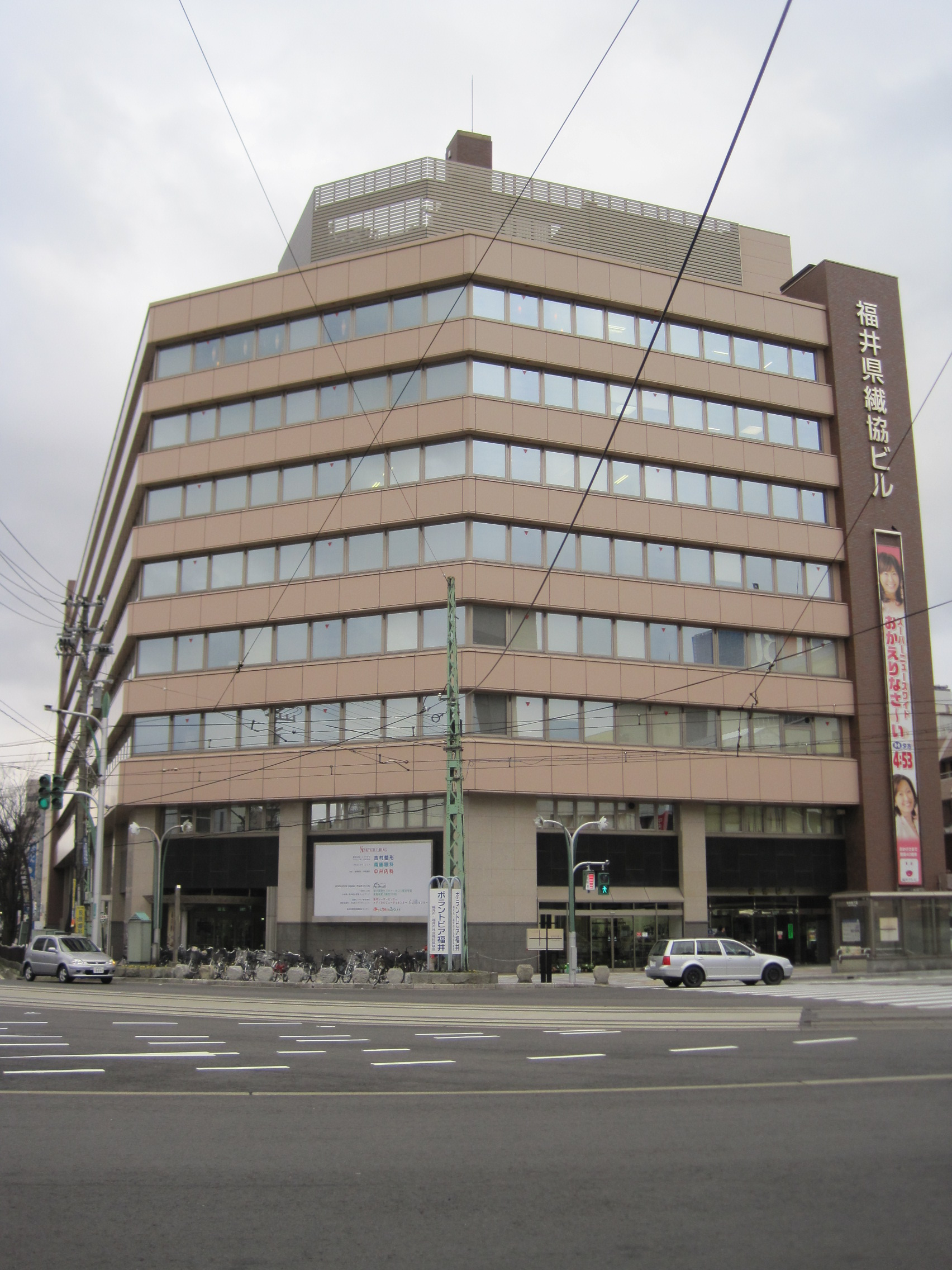
京福バスターミナルが入居していた旧・福井県繊協ビル。
バスターミナル閉鎖後は乗用車駐車場へ転用されていた敷地内東側の平面舗装部に同名で新築移転し、2021年秋から2022年にかけて解体となった。

京福バスターミナル（けいふくバスターミナル）は、京福バスがかつて福井県福井市に設置していたバスターミナル。

## 概要
福井市中心部に位置し、福井鉄道福武線が分岐している五叉路の「大名町」交差点北東角に建つ福井県繊協ビル（以下「繊協ビル」）1階に1966年12月に開業。繊協ビルが竣工した同年から運用を開始、開業当初は福井バスターミナル（ふくいバスターミナル）の名称が使用された。同じく入居していたニューまるせん専門店街（旧ニューまるせんデパート）にちなみ、「まるせん」が、バスターミナルやビル全体を指す通称としても用いられていた。
高速路線バスなどについては、2009年5月22日より発着場を福井駅東口ロータリー内へ変更し本ターミナルへの乗入を終了、乗車券発売所もその近くのえちぜん鉄道福井駅横に移転した（2018年、正式高架化開業したえちぜん鉄道福井駅の駅舎内へ再移転）。そして施設自体の老朽化と利用者の減少などにより、2009年10月15日に、2009年度末をもって廃止されることが発表され、2010年3月31日で営業を終了した。2016年3月には福井駅西口にバスターミナル（福井駅西口交通広場）が整備され、高速バス以外の路線バスの発着場はここへ集約された。
なお、繊協ビルは老朽化に伴い都市再開発として建て替えされることになり、現在の繊協ビル所在地には共立メンテナンスがホテルと立体駐車場を整備する予定となっている。

## 所在地
- 福井県福井市大手三丁目7番1号
  - 福井県繊協ビル1階に入居

## 設備(営業していた当時)
旅客向け設備として券売機（一般路線及び小松空港線の片道乗車券）と出札窓口（高速路線・回数券・定期券）、売店、自動販売機、公衆電話、コインロッカー、待合用ベンチ、乳児室を有していたが、券売機・出札窓口の使用は2009年5月21日限りで停止し、福井駅東口広場に新設した同社チケットセンターへ機能移転した。なお一般路線の回数券に関しては、福井駅西口と本ターミナルとの中間にあった、同社福井駅前案内所においても発売していた。
トイレや飲食はビルの施設を利用できた。また冬季には待合スペースの一部を半透明のシートで囲い、その中へ暖房器具を設置していた。
出入口は南西側（大名町交差点）・西側（フェニックス通り：福井県道30号福井丸岡線）2箇所のほか、ビル北側玄関（佐佳枝廼社前）が利用可能。ビル地階からは、福井鉄道市役所前駅（現・福井城址大名町駅）の福井駅前・越前武生方面のりばへ通じる地下道があったが、市役所駅前駅の改良工事に伴い、2017年7月30日に地下道からのりばへ上がる階段が閉鎖された。
乗車バースおよびプラットホームは1番から10番まであった。各改札口正面に運転席を向け垂直に近い角度で横並びに駐車し、毎正時から10分毎（ごく一部に下の桁が5の分発の便もあった）に一斉発車していたダイヤとなっており、発車5分前から各プラットホーム手前の改札口で乗務員による改札が行われていた。また、同社では2扉車の場合後方の扉から乗車していたのが原則であったが、例外として本ターミナルでは前扉から乗車していた。かつては事前に乗車券類の購入が必要であったが、当所での出札業務を停止したため、定期券・回数券等を所持しない乗客についてはそのまま乗車できるようになった。
時刻表は改札口上方に路線名ごとに縦書きで並び、各ホームごとの出発案内は1～8番が電照式で10分前の便出発後に当該行先部分が点灯していた。県外方面便専用の10番は巻取幕式で先発及び次発の時刻付き表示となっていたが、同のりばの使用を停止したため白紙状態であった。

## のりば
|    | 路線                                | 行先（記述のない場合は福井市内） |
| -- | ----------------------------------- | -------------------------------- |
| 1  | 予備                                | 遅延時に使用                     |
| 2  | 予備                                | 遅延時に使用                     |
| 3  | 予備                                | 遅延時に使用                     |
| 4  | 55 大野線（稲津・花山経由）         | ヴィオ（大野市）                 |
| 4  | 55 大野線（荒木新保・川上経由）     | ヴィオ                           |
| 4  | 55 大野線（済生会病院止）           | 済生会病院                       |
| 4  | 56 池田線（荒木新保経由）           | 稲荷（池田町）                   |
| 5  | 31 丸岡線（体育館前・森田駅前経由） | 本丸岡（坂井市）                 |
| 5  | 31 丸岡線（町屋町・森田駅前経由）   | 本丸岡                           |
| 5  | 36 丸岡線（開発口・羽崎経由）       | 本丸岡                           |
| 6  | 15 鮎川 - 小丹生線                  | 小丹生                           |
| 6  | 16 川西 - 三国線                    | 三国駅前（坂井市）               |
| 6  | 25 川東 - 三国線                    | 三国駅前                         |
| 7  | 76 西田中 - 天王線                  | 八ッ俣                           |
| 7  | 77 清水山線                         | エフエフ福井                     |
| 7  | 78 茱崎線                           | 水仙ランド入口（越前町）         |
| 7  | 79 織田線                           | 織田（越前町）                   |
| 8  |                                     |                                  |
| 9  |                                     |                                  |
| 10 |                                     |                                  |

## 入出場
ターミナル構造から、入出場の形態も日本国内では数少ないスイッチバック方式が採用されていた。車両は北側の福井市役所方面から回送入場し、原則10分毎一斉の出発時は奇数バースの車両が一旦後退後、バース番号の若い順に南側の中央大通り（福井県道11号福井停車場線）へ左折し福井駅方面へ出場、続いて偶数バースの車両が同様に出場してゆく。バスが大通りへ出る部分の横断歩道は通行者数が比較的多いため、バス出場時にのみ停止現示していた歩行者・自転車専用の信号機が設置されていた。本ターミナルを出発していたすべての一般路線は、大通りの中央分離帯を挟んで反対側にあった福井駅前市内バスのりばへ停車していたため、約500m東にあった福井駅交差点まで進み180度転回していた。

## 降車場
多数の路線が出発していた本ターミナルであったが、反対に「京福バスターミナル」ゆきと表示していたバスは存在しない。京福一般路線バスの福井市街中心部方面ゆきは、原則として中央大通り（一部路線は福井駅北側のお泉水通り:福井県道128号福井停車場米松線）にあった「福井」おりば（市内路線の「福井駅前」おりばと共用の降車専用停留場。本ターミナル閉鎖時に同停留場は「福井駅前」へ統一され、2016年の福井駅への発着地集約時には同地に途中停留場の「駅前大通り」を設置。）を着地としていた。

## 周辺
官公庁、事務所、商店、宿泊施設等が密集している地区にあった。
- 市役所前駅（現：福井城址大名町駅） - ターミナル西面の道路（フェニックス通り）中央部分
- 福井市役所
- 福井市中央公園
- 福井城趾（福井県庁舎・福井県警察本部庁舎）
- 福井駅
- 西武福井店
- 福井まちなか文化施設 響のホール（2020年に閉鎖）
- 足羽川（桜並木 - 幸橋）
- 福井銀行本店

## その他
- 京福バスの福井市中心部始発便は、本ターミナルのほか福井駅前市内バスのりば始発便があった。福井駅を参照。
- かつてはバスターミナルが旧生活創庫の場所にあり、それを繊協ビルへ移転した経緯があった。
- JR福井駅東口広場の再整備工事が暫定完成(正式な完成はえちぜん鉄道福井駅の高架化後)していたのに伴い、2009年5月22日に、高速バス（東京・新宿、京都・大阪、名古屋）、小松空港リムジンバス、永平寺門前行き特急バスの発着場所が当所から変更され、またこれらのバスのチケット発券業務についても、えちぜん鉄道福井駅駅舎西隣に整備されていたチケットセンターに移管された。